# 学力検査
学力検査（がくりょくけんさ、英: achievement test）、学力テストとは1個人の学力の状態を測定する検査のことである。検査の結果は教育目標の達成度や相対位置で表現される。
学力検査は標準テストと教師作成テストに分けられる。
広義には口頭試験や論文体試験による学力の測定も含むが，普通は多数の生徒に実施し採点することの容易な客観的検査をいう。

## 標準学力テスト
標準学力テストは特定の学校や地域を超えて比較可能な共通尺度で個人の学力を測定するためのテストである。標準学力テストは個人の集団内での相対位置を評価することができる。テストの得点は、全国の学生生徒を適切に代表する標本をもとに標準化され、それとの比較で受験者の学力が、平均50、標準偏差10の学力偏差値によって評価される。テストの内容は学習に使用された特定の教材に由来することは避けられる。

広義の心理検査の一種である。
標準学力テストの例
- 教研式全国標準学力検査NRT
- TK式領域別標準学力検査

## 教師作成テスト
教師作成テストは教師が授業で生徒に習得させることを目指した内容のうちどの程度が習得されたかを確認するために行われる。1単元など範囲が狭く限られることが多い。

## 学力検査の体系

### テスト形態
- 客観テスト（英語版）
- 論文体テスト（英称：essay-type test）
- 概観テスト（英称：survey test）
- 分析テスト

## 「入学者の選抜」と「学力検査」
法令、「学校教育法施行規則」（昭和22年文部省令第11号）においては、高等学校の入学者の選抜について「公立の高等学校に係る学力検査は、当該高等学校を設置する都道府県又は市町村の教育委員会が行う。」（第90条第5項）と定められている。
また高等学校の「入学者の選抜」は、調査書その他必要な書類や学力検査の成績等を資料として行うものとされ、学力検査は「入学者の選抜」の資料とされているものの必ずしも必要とされているわけではない（学校教育法施行規則第90条など）。
大学入試については、国公立大学において二次試験の際に「前期/後期日程個別学力検査」と称する場合もある。

## 学力検査に類似するもの

### 認定
- 就学義務猶予免除者等の中学校卒業程度認定試験（中卒程度認定）
- 高等学校卒業程度認定試験（高卒程度認定、旧・大学入学資格検定〔大検〕）

### 調査
- 全国学力・学習状況調査
全国学力・学習状況調査は2007年（平成19年）度から行われており、小学校調査（対象：小学校などの第6学年の児童）などと中学校調査（対象：中学校などの第3学年の生徒）の2つがある。算数（数学）と国語で行う。